# یازیجي أوغلو علي
يازيجي أوغلو زاده علي (بالتركية العثمانية: یازیجی اوغلى على) كان مؤرخًا عثمانيًا من القرن الخامس عشر ومؤلف كتاب تاريخ السلاجقة.
هناك معلومات قليلة عن حياة يازيجي أوغلو. يُعتقد أنه ابن يازيجي صالح، شقيق يازيجي أوغلو محمد أفندي (ت 1451) ويازجي أوغلو أحمد بيجان (ت بعد 1466). ولكن لا يوجد تأكيد على ذلك في أعمال المؤلفين المذكورين أعلاه. وبناء على طلب السلطان العثماني مراد الثاني، قام بتأليف كتاب تاريخ السلاجقة في سنة 827 أو 840 هـ (1424 أو 1436-1437).
في البداية، كان يُعتقد أن تاريخ السلاجقة كان ترجمة لكتاب الأوامير العلائية في الأمور العلائية لابن بيبي إلى اللغة العثمانية، ولكن تبين أن عمل يازيجي أوغلو كان إعادة صياغة لعدة سجلات فارسية مع إضافات من المؤلف نفسه. يتألف الكتاب في المجمل من أربعة أجزاء. اعتمد المؤلف في تأليف الجزء الأول على جامع التواريخ لرشيد الدين، وكتاب أوغوزنامه، وبعض المصادر الأخرى التي لم يذكر اسمها. وفي الجزء الثاني، استخدم يازيجي أوغلو عمل “راحة الصدور وآية السرور” لرافندي. أما الجزء الثالث الأكثر حجمًا فيضم كتاب الأوامر العلائية لابن بيبي. أما الجزء الرابع فيحتوي على معلومات عن فترة حكم خان الإيلخاني غازان (ترجمة جامع التواريخ)، وكذلك عن محمود الغزنوي وعثمان غازي (المصدر غير معروف).

## ملحوظات
1. ↑  Korobeinikov D. (2014). Byzantium and the Turks in the Thirteenth Century. Oxford University Press. ص. 23. ISBN:9780191017940.
2. 1 2  قالب:TDV İslam Ansiklopedisi
3. ↑  Избранные сочинения: Исторические работы. 1960.